# قلعه واریک
قلعه واریک (انگلیسی: Warwick Castle) یک قلعه قرون وسطی توسعه یافته انگلیسی است که توسط ویلیام فاتح در ۱۰۶۸ ساخته شد، قلعه واریک در شهرستان واریک‌شر انگلستان و بر روی خم رودخانه آوون بنا گردیده. قلعه اولیه که استخوان‌بندی آن چوبی به همراه دیوار و حیاط خارجی بود شکل و شمایلی همانند قلعه‌های دوران ملوک‌الطوایفی داشت و در قرن دوازدهم مورد بازسازی کامل قرار گرفت و از سنگ ساخته شد.

## نگارخانه

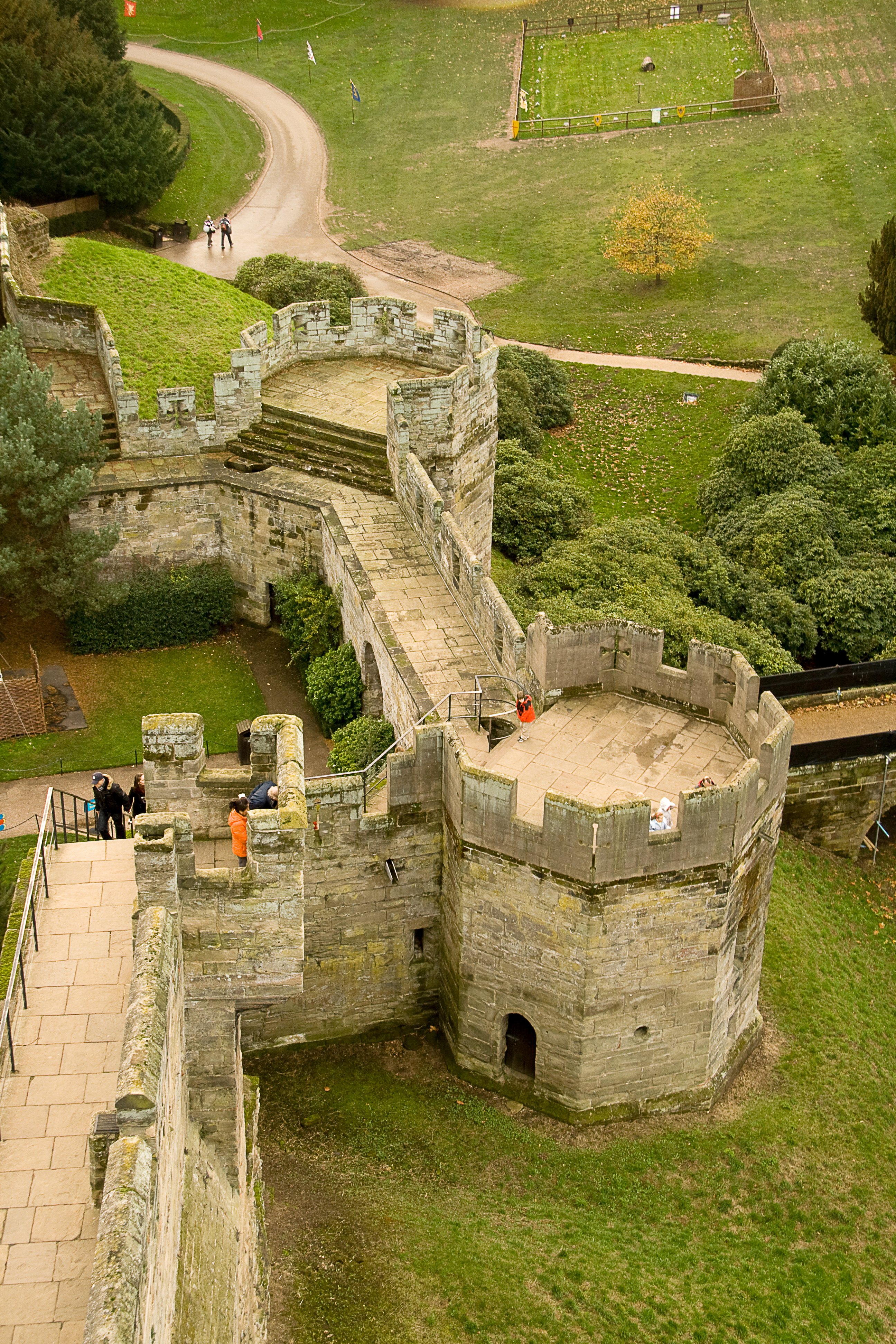
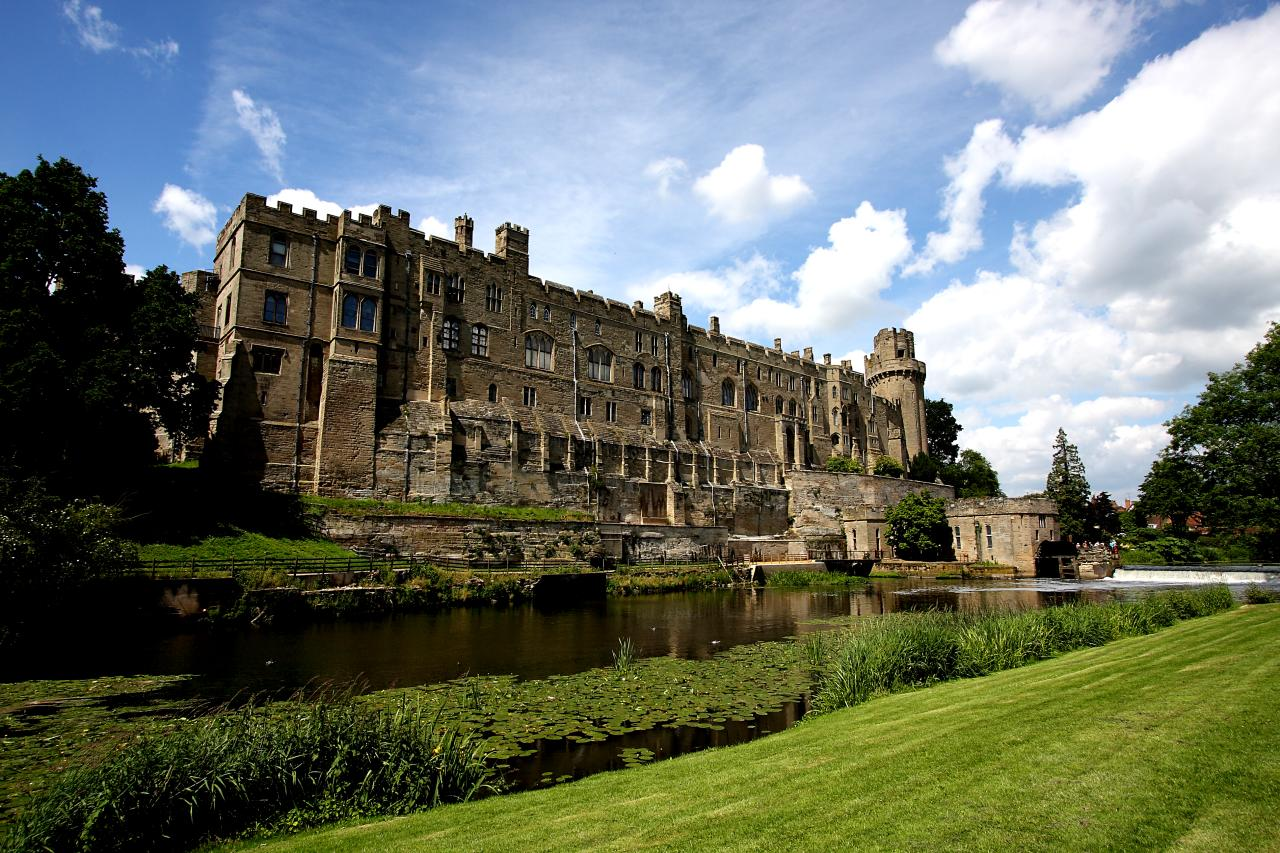
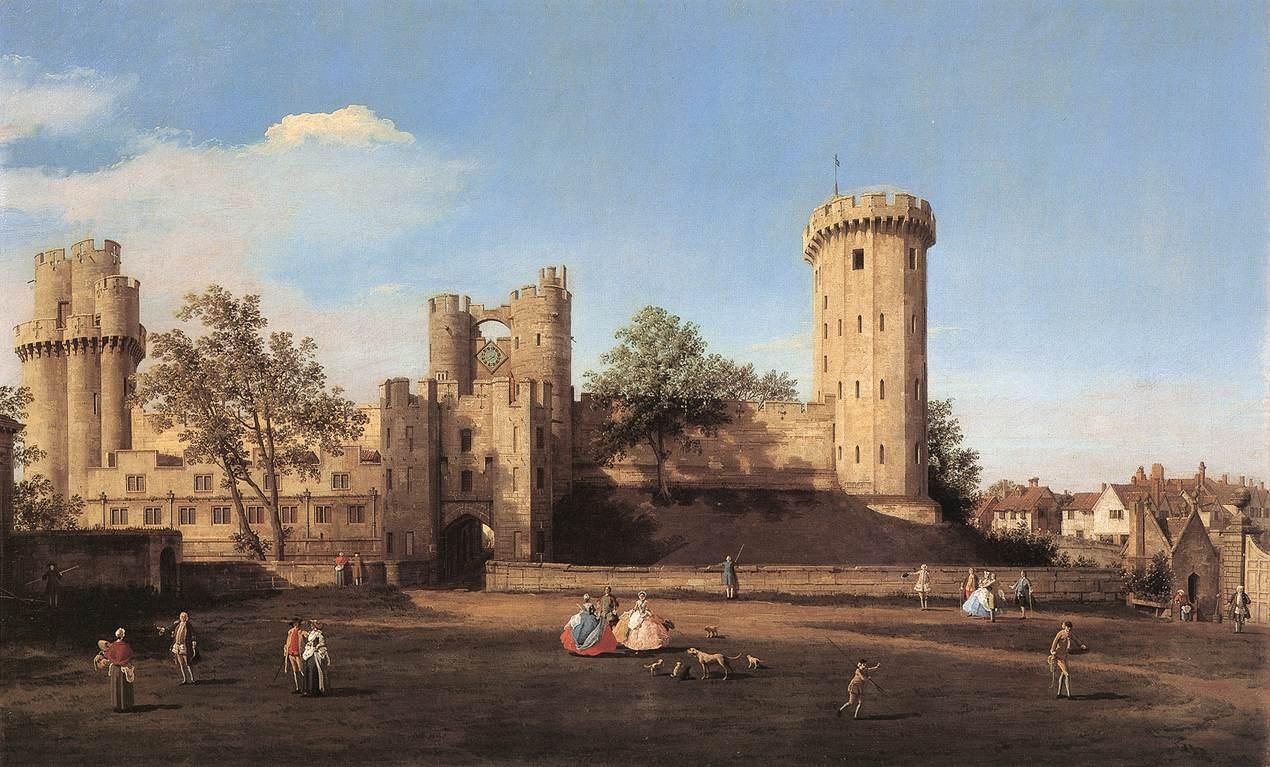
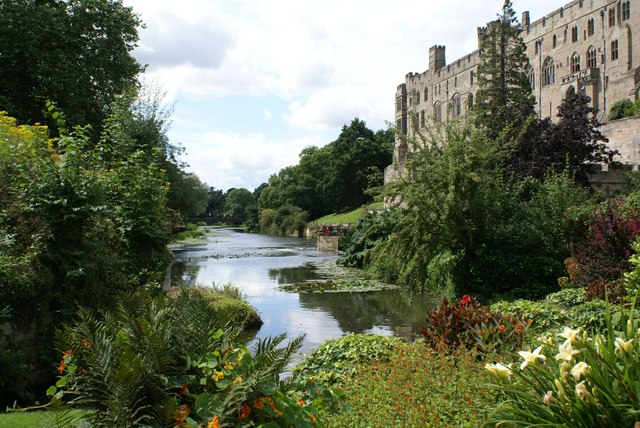
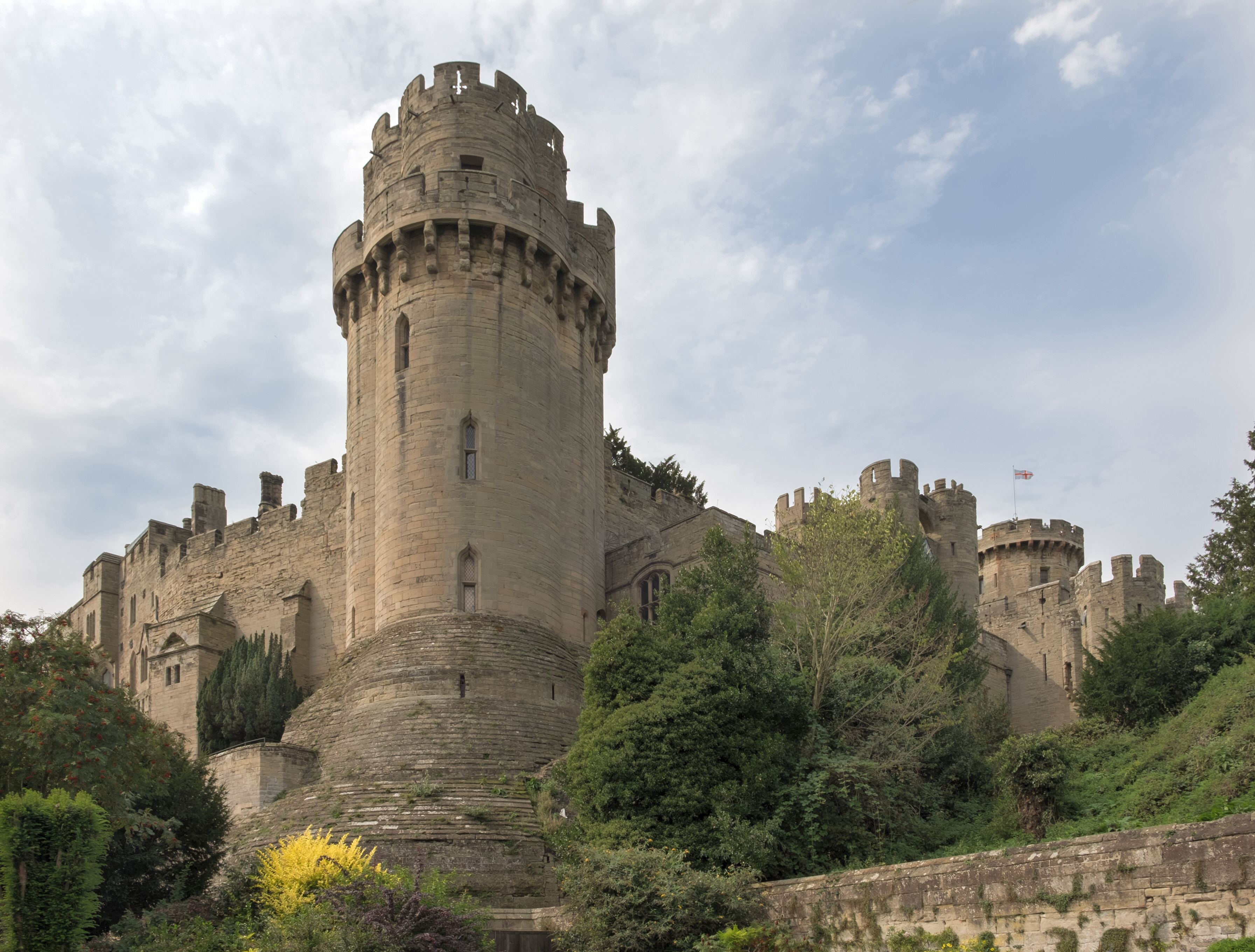